# Redden Alt Mer
Redden Alt Mer è un personaggio della saga di Shannara che compare nel ciclo de: Il Viaggio della Jerle Shannara.

## Storia
Redden Alt Mer è un uomo che lavora come capitano per la Federazione. 
Viene ingaggiato come comandante della nave Jerle Shannara da Walker Boh dopo essere scappato da un tribunale che lo voleva condannare.
Dopo l'arrivo in Parkasia rimane sulla nave con i suoi corsari, ma la Jerle Shannara viene catturata da Grianne Ohmsford, allora chiamata Strega di Ilse.
Viene liberato da sua sorella Rue Meridian.
Riesce a recuperare i compagni a terra, ma sbatte contro una parete rocciosa e si arena in un bosco.
I cristalli di Parse che devono sostituire quelli rotti per ripartire sono caduti nel bosco durante la discesa.
Cercando di riprenderli con due suoi compagni corsari, viene attaccato da una spaventosa creatura che uccide i suoi due compagni. Salvo per un pelo, ritorna giù con Bek Ohmsford, Quentin Leah e Rue meridian. riescono a recuperare i cristalli e a scappare dalla Parkasia.
Durante la battaglia tra il Morgawr e Grianne Ohmsford, con un atto eroico riesce a distruggere la flotta del Morgawr e a salvarsi per pochissimo.